# Kamil Prachař
Kamil Prachař (23. března 1931 Zlín – 24. června 2020 Cheb) byl český divadelní herec.

## Život
Narodil se jako nejmladší ze tří synů úředníka okresní nemocenské pojišťovny ve Zlíně Františka Prachaře a jeho ženy Ludmily. Nejstarší bratr Drahomír (1922–2008) pracoval později v podniku zahraničního obchodu, druhorozený Ilja (1924–2005) se stal filmovým a divadelním hercem. Rodiče se ve Zlíně a v Malenovicích věnovali spolkovému životu a hráli ochotnické divadlo.
Kamil Prachař v roce 1955 absolvoval činoherní herectví na Divadelní fakultě Janáčkovy akademie múzických umění v Brně. Nejprve působil v Novém Jičíně, následně potom v Klatovech. V roce 1961 se stal spoluzakládajícím členem chebské divadelní scény. Mezi jeho spolupracovníky zde patřili např. herci Vlasta Chramostová a František Husák nebo režisér Jan Grossman. Kamil Prachař ztvárnil také několik filmových rolí.
Kamil Prachař měl se svou ženou Květou dvě dcery – Veroniku a Barboru.
Dlouhodobě žil a působil v Chebu, kde také 24. června 2020 zemřel. Je pohřben na chebském hřbitově.

## Filmografie
| Rok  | Film                                   | Režie            | Poznámky                                   |
| ---- | -------------------------------------- | ---------------- | ------------------------------------------ |
| 1972 | Hráč (Igrok)                           | Alexej Batalov   | československo-sovětská koprodukce         |
| 1978 | Krejčík z Ulmu (Der Schneider von Ulm) | Edgar Reitz      | západoněmecká produkce                     |
| 1979 | Drsná Planina                          | Jaroslav Soukup  |                                            |
| 1990 | Král kolonád                           | Zeno Dostál      |                                            |
| 1993 | Dobrodružství kriminalistiky           | Antonín Moskalyk | seriál; 4. díl 4. série – Vlas             |
| 2015 | Policie Modrava                        | Jaroslav Soukup  | seriál; 7. díl 1. série – Vražda za úplňku |